# Bildörr

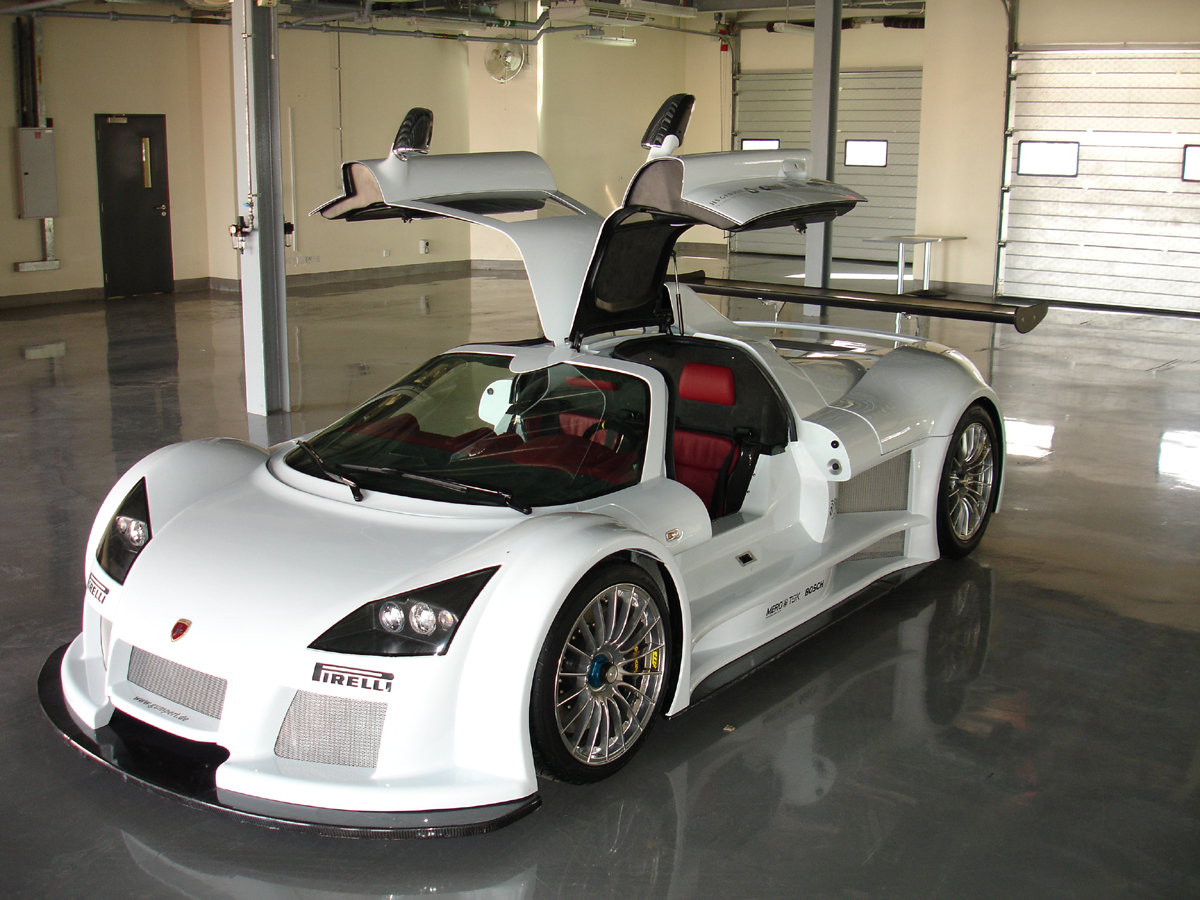
Bildörrar av så kallad måsvingemodell.

En bildörr är en dörr på en bil. Karosser brukar delas in i kategorier efter hur många dörrar de har, vanligen 2- eller 4-dörrars. Några särskilda bildörrar är skjutdörrar och självmordsdörrar.